# Città del Nepal
Dalla riforma costituzionale del 2015 le città del Nepal da un punto amministrativo sono delle municipalità che soddisfano criteri minimi fissati dal governo.
I criteri comprendono un numero di abitanti determinato, la presenza di infrastrutture e un ammontare stabilito di entrate. Allo stato del 2020 le municipalità urbane sono 293 e sono suddivise tra:
- sei città metropolitane (महानगरपालिका)
- 11 città sub-metropolitane
- 276 municipalità

Olre a queste vi sono 460 municipalità rurali (gaunpalika).
La città più popolosa è la capitale Katmandu.
Nella maggior parte dei casi, i comuni sono stati creati da amalgamando diversi Comitati di Sviluppo dei Villaggi (VDC), rendendo così necessario scegliere un nome per la nuova entità. Ciò a volte può essere il nome del comune più grande dell'ex VDC, ma di solito è una nuova creazione. I nomi elencati sono i nomi ufficiali dei comuni; tuttavia, sono ancora ampiamente utilizzati i nomi precedenti.

## Città

### Città metropolitane (महानगरपालिका)
In grassetto i capoluoghi di provincia, in grassetto e corsivo la capitale.
| Nº | Nome             | Nome originale | Distretto | Provincia | Abitanti (2021) | Sup. (km) |
| -- | ---------------- | -------------- | --------- | --------- | --------------- | --------- |
| 1  | Katmandu         | काठमाण्डौ          | Katmandu  | Bagmati   | 862400          | 49.45     |
| 2  | Pokhara          | पोखरा            | Kaski     | Gandaki   | 513504          | 464.28    |
| 3  | Bharatpur        | भरतपुर          | Chitwan   | Bagmati   | 369268          | 432.95    |
| 4  | Lalitpur (Patan) | ललितपुर          | Lalitpur  | Bagmati   | 294098          | 31.12     |
| 5  | Birganj          | बिरगंज           | Parsa     | Madhesh   | 272,382         | 132.07    |
| 6  | Biratnagar       | विराटनगर         | Morang    | Koshi     | 242548          | 77.00     |

### Città sub-metropolitane (उप-महानगरपालिका)
| Nº | Nome           | Nome originale | Distretto  | Provincia     | Abitanti (2011) | Sup. (km) |
| -- | -------------- | -------------- | ---------- | ------------- | --------------- | --------- |
| 1  | Janakpur       | जनकपुरधाम        | Dhanusha   | Madhesh       | 173924          | 100.2     |
| 2  | Tribhuvannagar | घोराही            | Dang       | Lumbini       | 156164          | 522.21    |
| 3  | Hetauda        | हेटौडा            | Makawanpur | Bagmati       | 152875          | 261.59    |
| 4  | Dhangadhi      | धनगढी           | Kailali    | Sudurpashchim | 147741          | 261.75    |
| 5  | Tulsipur       | तुल्सिपुर          | Dang       | Lumbini       | 141528          | 384.63    |
| 6  | Itahari        | ईटहरी           | Sunsari    | Koshi         | 140517          | 93.78     |
| 7  | Nepalganj      | नेपालगंज          | Banke      | Lumbini       | 138951          | 85.94     |
| 8  | Butwal         | बुटवल           | Rupandehi  | Lumbini       | 138741          | 101.61    |
| 9  | Dharan         | धरान            | Sunsari    | Koshi         | 137705          | 192.32    |
| 10 | Kalaiya        | कलैया            | Bara       | Madhesh       | 123659          | 108.94    |
| 11 | Jitpur Simara  | जीतपुरसिमरा        | Bara       | Madhesh       | 117496          | 312.18    |

### Municipalità (नगरपालिका)

#### Oltre100 000abitanti
| No. | Nome           | Nome originale | Distretto  | Provincia     | Abitanti (2011) | Sup. (km) |
| --- | -------------- | -------------- | ---------- | ------------- | --------------- | --------- |
| 1   | Mechinagar     | मेची नगर         | Jhapa      | Koshi         | 111 797         | 192.85    |
| 2   | Budhanilkantha | बुढानिलकण्ठ        | Katmandu   | Bagmati       | 107 918         | 34.8      |
| 3   | Gokarneshwar   | गोकर्णेश्वर        | Katmandu   | Bagmati       | 107 351         | 58.5      |
| 4   | Bhimdatta      | भीमदत्त          | Kanchanpur | Sudurpashchim | 104 599         | 171.8     |
| 5   | Birendranagar  | बीरेन्द्रनगर       | Surkhet    | Karnali       | 100 458         | 245.06    |
| 6   | Tilottama      | तिलोत्तमा          | Rupandehi  | Lumbini       | 100 149         | 126.19    |

#### Oltre i75 000abitanti
| No. | Nome             | Nome originale | Distretto  | Provincia     | Abitanti (2011) | Sup. (km) |
| --- | ---------------- | -------------- | ---------- | ------------- | --------------- | --------- |
| 1   | Tokha            | टोखा             | Kathmandu  | Bagmati       | 99 032          | 17.11     |
| 2   | Tikapur          | टिकापुर           | Kailali    | Sudurpashchim | 98 651          | 122.12    |
| 3   | Lahan            | लहान            | Siraha     | Madhesh       | 91 766          | 167.17    |
| 4   | Triyuga          | त्रियुगा           | Udayapur   | Koshi         | 87 557          | 547.43    |
| 5   | Chandragiri      | चन्द्रागिरी         | Kathmandu  | Bagmati       | 85 198          | 43.92     |
| 6   | Madhyapur Thimi  | मध्यपुर थिमी       | Bhaktapur  | Bagmati       | 83 036          | 11.47     |
| 7   | Siraha           | सिरहा            | Siraha     | Madhesh       | 82 531          | 94.2      |
| 8   | Birtamod         | विर्तामोड          | Jhapa      | Koshi         | 81 878          | 78.24     |
| 9   | Bhaktapur        | भक्तपुर          | Bhaktapur  | Bagmati       | 81 728          | 6.89      |
| 10  | Tarakeshwar      | तारकेश्वर         | Kathmandu  | Bagmati       | 81 443          | 54.95     |
| 11  | Sundar Haraincha | सुन्दरहरैंचा        | Morang     | Koshi         | 80 518          | 110.16    |
| 12  | Suryabinayak     | सूर्यविनायक        | Bhaktapur  | Bagmati       | 78 490          | 42.45     |
| 13  | Godawari         | गोदावरी           | Lalitpur   | Bagmati       | 78 301          | 96.11     |
| 14  | Godawari         | गोदावरी           | Kailali    | Sudurpashchim | 78 018          | 305.63    |
| 15  | Barahachhetra    | बराहक्षेत्र        | Sunsari    | Koshi         | 77 408          | 222.09    |
| 16  | Kapilvastu       | कपिलवस्तु         | Kapilvastu | Lumbini       | 76 394          | 136.91    |
| 17  | Lamki Chuha      | लम्की चुहा         | Kailali    | Sudurpashchim | 76 007          | 225       |
| 18  | Ghodaghodi       | घोडाघोडी           | Kailali    | Sudurpashchim | 75 586          | 354.45    |
| 19  | Banganga         | बाणगंगा           | Kapilvastu | Lumbini       | 75 242          | 233.68    |
| 20  | Damak            | दमक            | Jhapa      | Koshi         | 75 102          | 70.86     |